# كلية هونغ كونغ لأطباء التخدير
كلية هونغ كونغ لأطباء التخدير (بالإنجليزية: Hong Kong College of Anaesthesiologists)هي مؤسسة تعليمية متخصصة في العلوم الطبية المتعلقة بالتخدير، تأسست في هونغ كونغ عام 1989، وتعرف سابقاً مجلس التخدير والعناية المركزة (Board of Anaesthesia and Intensive Care). وأصبحت إحدى الكليات المؤسسة لأكاديمية الطب في هونغ كونغ في عام 1992.

## تاريخ
تأسست كلية هونغ كونغ لأطباء التخدير في سبتمبر 1989 وأصبحت واحدة من الكليات التأسيسية لأكاديمية الطب في هونغ كونغ في عام 1992. سابقًا، كانت تعريف بمجلس التخدير والعناية المركزة كما أنشأته جمعية أطباء التخدير في هونغ كونغ في عام 1984. كلية هونغ كونغ لأطباء التخدير هي المسؤولة عن تدريب واعتماد أطباء التخدير المتخصصين في هونغ كونغ؛ وكذلك فحص واعتماد الوحدات التدريبية للتخدير في المنطقة. كما أصبحت هي مسؤولة عن الفحص المهني في التخدير والامتحان المتوسط والنهائي للمتخصصين في ميدان التخدير. وهي المسؤولة أيضًا عن تدريب الزمالة في طب العناية المركزة وطب الألم. يرأس الكلية حاليا الدكتور سو هينغ يو.
تصدر الكلية المجلة الرسمية الخاصة بها معروفة بـ "The Bulletin "، وتهتم بوصف الاتجاهات التاريخية والاجتماعية والحالية في التخدير والعناية المركزة وطب الألم.